# Shinee
Shinee (kor. 샤이니; wym. [ˈʃaɪniː]; jap. シャイニー, zapis stylizowany: SHINee) – zespół z Korei Południowej wykonujący głównie muzykę R&B pod kierownictwem SM Entertainment. Jego nazwa została utworzona poprzez dodanie do słowa Shine (z ang. „świecić”) przyrostka „ee” i jest ona interpretowana jako osoba, która otrzymuje światło lub osoba w świetle jupiterów. Grupa została założona w 2008 roku i do 2017 roku składała się z pięciu członków: Onew, Key, Minho, Jonghyun i Taemin. Zadebiutował 25 maja 2008 roku w programie Inkigayo stacji SBS utworem Nunan Neomu Yeppeo (Replay) (kor. 누난 너무 예뻐 (Replay)).
Od swojego debiutu SHINee wydali dziesięć albumów studyjnych (z których trzeci został podzielony na dwie części), pięć minialbumów, różne single. Zdobyli również wiele nagród, odbyli trzy trasy koncertowe i wystąpili w swoim własnym reality show. Zespół SHINee uważany jest za ikonę mody po zapoczątkowaniu „Trendu SHINee” i znani są z wysoce zsynchronizowanych i skomplikowanych układów choreograficznych.
22 czerwca 2011 roku grupa zadebiutowała w Japonii, wydając singel Replay -Kimi wa boku no everything- (jap. Replay -君は僕のeverything-), będący japońską wersją utworu Nunan Neomu Yeppeo (Replay) i zdobyli tytuł artysty, któremu udało się znaleźć w top 3 w trzech ciągłych tygodniach od debiutu w kategorii zagranicznego artysty. Takie osiągnięcie nie zostało zdobyte przez kogokolwiek przed nimi od momentu powstania rankingu singli w styczniu 1968 roku. Zespół jest jedną z grup muzycznych z największą liczbą sprzedanych egzemplarzy albumów w Korei Południowej.

## Historia

### 2008: Debiut iThe SHINee World
25 maja 2008 roku ukazał się pierwszy minialbum grupy Replay nakładem wytwórni SM Entertainment. Zadebiutował na #10 pozycji na koreańskich listach przebojów, osiągnął #8 miejsce sprzedając się w ilości 17 957 egzemplarzy w pierwszej połowie 2008 roku.
7 czerwca 2008 SHINee wystąpili w koncercie „Dream Concert” na Stadionie Olimpijskim w Seulu wraz z innymi południowokoreańskimi muzykami i zespołami. 22 czerwca 2008 roku grupa zdobyła swoją pierwszą nagrodę „Rookie of the Month” (pl. Debiut miesiąca) podczas rozdania „Cyworld Digital Music Award”. 18 sierpnia 2008 zespół SHINee uczestniczyli w koncercie SMTown Live '08. Muzycy wystąpili u boku BoA, Zhang Liyin, Tthe Grace, Girls’ Generation, Super Junior oraz TVXQ. 23 sierpnia 2008 SHINee wzięli udział w wydarzeniu MNet 20's Choice Awards 2008, podczas którego grupa otrzymała nagrodę „Hot New Star” (pl. Nowa, gorąca gwiazda).
28 sierpnia 2008 roku SHINee wydali swój pierwszy album studyjny The SHINee World. Płyta zadebiutowała na listach przebojów na trzecim miejscu, sprzedając się w ilości 30 000 egzemplarzy. Pierwszym singlem z albumu był Sanso Gateun Neo (Love Like Oxygen) (kor. 산소 같은 너 (Love like Oxygen)), cover utworu Show the World Martina Hoberga Hedegaarda, oryginalnie napisanego przez duńską grupę Thomasa Troelsena, Remee i Lucasa Secona. 18 września 2008 piosenka Sanso Gateun Neo (Love like Oxygen) zajęła pierwsze miejsce na liście M Countdown, a kilka dni później SHINee otrzymali za ten singel nagrodę „Mutizen” w programie Inkigayo stacji SBS.
Zespół wystąpił na piątym festiwalu Asia Song Festival, na którym otrzymali nagrodę „Best New Artist” razem z japońskim girlsbandem Berryz Kōbō. 30 października 2008 roku podczas rozdania Style Icon Awards otrzymali nagrodę „Best Style Icon Award”. Tego samego dnia ukazała się rozszerzona wersja płyty The SHINee World pod nowym tytułem Amigo.
15 listopada 2008, SHINee zdobyli nagrodę „Best New Male Group” na 10th annual Mnet Asian Music Awards, pokonując inne grupy: U-KISS, 2PM, 2AM i Mighty Mouth. Podczas 23rd Annual Golden Disk Awards wykonali mix swoich utworów (Replay, Love like Oxygen i A.Mi.Go) oraz otrzymali nagrodę „YEPP Newcomer Album”.

### 2009:Romeo, wzrost popularności i2009, Year of Us
W lutym 2009 roku zespół, wspólnie z Davichi, zdobył nagrodę podczas 18th Seoul Music Awards w kategorii „Best Newcomer”. Drugi minialbum zespołu, Romeo został zapowiedziany na 21 maja 2009 roku. 18 maja ukazał się pierwszy singel z zapowiedzianej płyty, Juliette, będący instrumentalną wersją remake utworu Deal with It Corbina Bleu. Później zostało ogłoszone, że premiera minialbumu zostanie przesunięta na 25 maja 2009roku ze względu na problemy zdrowotne lidera. Comeback SHINee ostatecznie odbył się 5 czerwca 2009 roku w programie Music Bank stacji KBS, gdzie otrzymał nagrodę za pierwsze miejsce.
W dniu 16 lipca 2009 roku SM Entertainment wydała pierwszą część photobooku grupy zatytułowaną Day. 25 września ukazała się druga część pt. Night.
Grupa wydała swój trzeci minialbum, 2009, Year of Us, 19 października 2009 roku, pięć miesięcy po wydaniu Romeo. SM Entertainment stwierdziło, że płyta będzie prezentacją talentów wokalnych i wykaże unikalne cechy członków zespołu. Główny singel, Ring Ding Dong, został wydany cyfrowo 14 października, a 16 października grupa miała swój comeback w programie Music Bank stacji KBS. Na początku grudnia 2009 roku, SHINee zdobyli nagrodę "popularności" wraz z kolegami z wytwórni, Super Junior, podczas 24th Golden Disk Awards.

### 2010:Luciferi pierwsza azjatycka trasa koncertowa
SM Entertainment udostępniło indywidualne teasery – fotografie każdego członka – do nowego albumu, zaczynając od Minho 8 lipca, a skończywszy na Key'u 12 lipca 2010 roku. Teaser teledysku głównego singla został udostępniony 14 lipca 2010 na oficjalnym kanale SM Entertainment na YouTube. Pierwotnie comeback grupy w programie Music Bank planowany był na 16 lipca, aby rozpocząć promocję ich nowego albumu, jednak ze względu na kontuzję kostki Minho podczas kręcenia Dream Team Season 2 8 lipca, comeback został przesunięty na 23 lipca 2010.
Drugi album studyjny zatytułowany Lucifer ukazał się 19 lipca 2010 roku w Korei Południowej. Teledysk promujący singiel, również zatytułowany Lucifer, został wydany tego samego dnia. W ciągu godzin od swojego wydania album znalazł się na szczytach różnych rankingów sprzedaży nośników fizycznych i cyfrowej w Korei Południowej. Piosenki do albumu "zostały wybrane bardziej starannie, niż kiedykolwiek", a album "[daje] słuchaczom okazję doświadczenia różnorodnych muzycznych stylów i bardziej zaawansowanych umiejętności wokalnych członków". Ich występ comeback odbył się 23 lipca 2010 roku w programie Music Bank. Układ choreograficzny z teledysku Lucifer został zaprezentowany na kanale SM Entertainment 3 sierpnia 2010 roku. Album został wydany ponownie pod nowym tytułem Hello 1 października 2010 roku. Teledysk promocyjnego singla, również zatytułowanego Hello, miał swoją premierę 4 października 2010 roku. Ponownie wydana wersja zawierała dodatkowo trzy nowe utwory.
Wśród swoich działań promocyjnych drugiego albumu studyjnego, grupa również wzięła udział w trasie SMTown Live '10 World Tour, obok swoich kolegów z wytwórni. W 21 sierpnia 2010 wystąpili w pierwszym koncercie trasy na Stadionie Olimpijskim w Seulu. 4 września SHINee wystąpili na koncercie w Staples Center w Los Angeles, a 11 września 2010 roku na koncercie w Hongkou Stadium w Szanghaju.
26 grudnia 2010 roku SHINee rozpoczął swoją pierwszą trasę koncertową SHINee WORLD koncertem w Yoyogi National Gymnasium w Tokio. W imprezie wzięło udział łącznie około 24 tysięcy widzów. Grupa ogłosiła wydanie ich pierwszego japońskiego albumu w 2011 roku pod wytwórnią EMI Music Japan, znaną przez ich słynną amerykańsko-japońską piosenkarkę Hikaru Utadę.

### 2011: Debiut w Japonii iTHE FIRST
2 stycznia 2011 roku podczas konferencji prasowej SHINee, grupa zapowiedziała swój japoński debiut na marzec 2011 roku. będą one po raz pierwszy w Japonii. W ramach trasy koncertowej SHINee WORLD zespół koncertował w Tajpej, Nankin, Singapurze, Nagoi i Osace.
16 maja 2011 roku EMI Music Japan ujawniło ujawniła zwiastun japońskiej wersji Replay przez ich oficjalny kanał YouTube. Teledysk został wydany przez ten sam kanał 27 maja 2011 roku. Singiel został wydany w Japonii 22 czerwca 2011 roku i sprzedał się w liczbie ponad 91 tys. egzemplarzy w pierwszym tygodniu, zdobywając certyfikat złotej płyty za sprzedaż łącznie ponad 100 tys. egzemplarzy w czerwcu 2011 roku. 20 czerwca SHINee udali się do Abbey Road Studios w Londynie, dając występ promujący japoński debiut. 22 lipca SHINee rozpoczęli swoją trasę Japan Debut Premium Reception Tour. Występowali na wielu koncertach podczas zwiedzania różnych miast Japonii, w tym Fukuoki (22 lipca), Kobe (23 lipca), Tokio (27 i 28 lipca), Sapporo (8 sierpnia) i Nagoję (11 sierpnia).
8 sierpnia 2011 roku EMI Music Japan ujawniła teledysk do japońskiej wersji Juliette przez ich oficjalny kanał YouTube. Singiel ukazał się w Japonii 28 sierpnia. 12 października 2011 roku grupa ponownie wydała trzeci japoński singel Lucifer po oficjalnej premierze teledysku do utworu. Wszystkie trzy single SHINee znalazły się w TOP 3 tygodniowego rankingu listy Oricon wyrównując tym samym rekord sprzed 44 lat, kiedy to zagraniczny twórca wydał trzy single, i wszystkie mają tak wysoki wynik sprzedaży i popularności. będąc pierwszym zagranicznym artystą od 44 lat historii, któremu się to udało.
17 października 2011 roku wytwórnia EMI Music Japan ogłosiła, że SHINee wydadzą swój pierwszy japoński album studyjny, THE FIRST 23 listopada 2011 roku, jednak data premiery została przesunięta na 7 grudnia. Album zawierał pięć nowych utworów oprócz japońskich remake’ów siedmiu wcześniej wydanych utworów koreańskich. Regularna wersja albumu także zawierała piosenkę Stranger jako bonus.
3 listopada 2011 r. grupa wystąpiła w Odeon West End na otwarciu „2011 London Korean Film Festival” (Festiwalu Filmów Koreańskich w Londynie). 27 października wykonali też swój godzinny koncert galowy SHINee in London, na który bilety wysprzedały się w ciągu minuty po rozpoczęciu sprzedaży.
18 listopada 2011 roku Onew, Key i Taemin ogłosili wydanie książki o swoich podróżach po Barcelonie, w Hiszpanii, stając się pierwszymi w historii koreańskich idolami będącymi autorem "przewodnika wakacyjnego". Stworzyli oni kolekcję swoich podróży i zatytułowali ich przewodnik Children of the Sun. Książka ukazała się 8 grudnia.
24 grudnia 2011 roku SHINee odbyli okolicznościowy koncert na cześć udanej premiery ich pierwszego japońskiego albumu, w Tokyo International Forum Hall A. Koncert odbył się trzy razy, aby pomieścić 15 tys. fanów, którzy wygrali na loterii bilety. Zagrali w sumie sześć piosenek, w tym Replay -Kimi wa boku no everything-, Lucifer, jak i nową piosenkę To Your Heart. SHINee wydali nowy koncertowy photobook 26 grudnia 2011. Zawierał on zdjęcia z azjatyckiej trasy koncertowej zespołu SHINee THE 1ST CONCERT "SHINee WORLD" wraz ze zdjęciami zza kulis, prób oraz zdjęć z poczekalni. 28 grudnia Tower Records Japan ogłosiło, że SHINee zdobył nagrodę "Artysty Roku" podczas K-Pop Lovers! Awards 2011.

### 2012:Sherlock, pierwsza japońska i druga azjatycka trasa koncertowa
Koreański comeback grupy SHINee odbył się półtora roku po wydaniu albumu Hello, wraz z zapowiedzią czwartego minialbumu grupy, zatytułowanego Sherlock. Minialbum ukazał się na płycie 21 marca, a dzień później na oficjalnym kanale SM Entertainment w serwisie YouTube opublikowany został teledysk do utworu tytułowego. 26 marca 2012 roku SHINee, razem z kolegami z wytwórni, zostali akcjonariuszami SM Entertainment. Otrzymali 340 akcji każdy (wartość około $13600 dla każdego członka). Singel Sherlock został wydany w Japonii 16 maja 2012 roku.
25 kwietnia 2012 roku zespół rozpoczął swoją pierwszą japońską trasę koncertową zatytułowaną SHINee WORLD 2012. Trasa obejmowała 20 koncertów w Fukuoce, Sapporo, Nagoi, Osace, Kobe, Tokio i Hiroszimie. Trasą tą grupa ustanowiła rekord w liczbie ludzi obecnych na pierwszej trasie koreańskiego zespołu w Japonii, z łączną liczbą 200 000 osób. 20 maja SHINee uczestniczyli w trasie koncertowej SM Town Live World Tour III wraz z innymi artystami należącymi do projektu SM Town wytwórni SM Entertainment. 14 czerwca wytwórnia ta zapowiedziała także solową trasę koncertową zespołu Shinee World II, która rozpoczęła się w Seulu 21 czerwca w Olympic Gymnastics Arena.
10 października ukazał się oryginalny singel japoński zespołu zatytułowany Dazzling Girl. W pierwszym tygodniu sprzedał się on w ilości 97 111 i został wybrany na październikową piosenkę przewodnią programu Sukkiri emitowanego co tydzień. W celu promocji singla SHINee zorganizowali Dazzling Girl Special Showcase od 1 do 13 listopada we wszystkich salach koncertowych Zepp Hall w Fukuoce, Osace, Tokio, Nagoi i Sapporo.
1 września 2012 roku oficjalny fanklub zespołu Shinee World J rozpoczął działalność. Z okazji otwarcia, SHINee zorganizowali oficjalny eventy "Shinee World J Fanclub Event 2012" 20 grudnia w Osaka-jo Hall i 24 grudnia w Makuhari Messe. 4 października 2012 EMI zapowiedziało pierwszą grę społeczną "SHINee My Love", wydaną 10 października. Gra jest obsługiwana przez sieć gier społecznych dla Androida & iOS, mobage.
19 listopada, wraz z aktorem Kim Soo-hyun, SHINee zdobyli nagrodę "Ministry of Culture Award" w Ministerstwie Kultury Sportu i Turystyki Korei Południowej oraz doroczną nagrodę Korea Creative Content Agency's (KOCCA) – "Korean Popular Culture & Arts Award" w Seoul Olympic Hall. 30 listopada SHINee zdobyli nagrodę „Best Dance Performance – Male Group” podczas 2012 Mnet Asian Music Awards za ich koreański singel Sherlock (Clue + Note).
12 grudnia SHINee wydali balladę 1000-nen, zutto soba ni ite... jako szósty singel japoński i DVD koncertowe Shinee World 2012.

### 2013:Dream Girl,Why So Serious?
15 stycznia 2013 roku SHINee wzięli udział w 27th Golden Disk Award, zorganizowanym w Kuala Lumpur w Sepang International Circuit, podczas którego zdobyli Nagrodę Popularności po raz trzeci, a także drugą Disk Bonsang za utwór Sherlock (poprzednią zdobyli za Lucifer w 2010 r.).
1 lutego zapowiedziane zostało, że SHINee wydadzą japoński singel pt. Fire w dniu 13 marca. Zwiastun teledysku został wydany 15 lutego przez EMI Music Japan. 3 lutego MBC ogłosiło, że SHINee wezmą udział w ich własnym Lunar New Year Special zatytułowanym SHINee's Wonderful Day z premierą 10 lutego. Specjał ten przedstawiał członków zespołu zwiedzających różne kraje: Onew odwiedził Tajlandię, Jonghyun odwiedził Japonię, Key i Minho odwiedzili Anglię, a Taemin odwiedził Szwajcarię.
7 lutego SM Entertainment ogłosiło, że trzeci koreański album ukaże się 19 lutego 2013 roku, a tytułowym utworem będzie Dream Girl. Album promowały wydane kolejno indywidualne zdjęcia pięciu członków oraz całego zespołu. Dream Girl jest utworem acid electrofunkowym wyprodukowanym przez Shin Hyuk i Joombas Music Factory. 19 lutego 2013 roku miał swoją premierę teledysk utworu Dream Girl, a także została wydana pierwsza część trzeciego albumu studyjnego zatytułowana Chapter 1. Dream Girl – The Misconceptions of You. 17 kwietnia wytwórnia SM Entertainment zapowiedziała, że zespół z wyjątkiem Jonghyuna wyda drugą część trzeciego albumu, Chapter 2. Why So Serious? – The Misconceptions of Me. Album ukazał się 29 kwietnia 2013 roku. Ze względu na wypadek Jonghyuna album był promowany przez czterech członków grupy.
1 kwietnia 2013 roku EMI Music Japan zostało całkowicie włączone do Universal Music Japan jako podwytwórnia o nazwie EMI Records Japan w wyniku zakupu EMI przez Universal Music we wrześniu 2012 roku. Wszyscy artyści z EMI Music Japan nadal będą wydawać swoją twórczość w Universal Music Japan zachowując kod katalogowy (TOCT).
5 maja Universal Music Japan ujawniło, że 26 czerwca SHINee wypuszczą swój drugi japoński album Boys Meet U. 22 czerwca Universal Music Japan wydało zwiastun teledysku do piosenki Breaking News. Jest to pierwsze wydawnictwo grupy w ramach Universal Music Japan od rozpadu i absorpcji EMI do Universal Music w kwietniu 2013 roku. 28 czerwca 2013 SHINee rozpoczęli swoją drugą japońską trasę koncertową w Saitamie – Japan Arena Tour „Shinee World 2013”.
1 sierpnia SM ujawniło, że 8 sierpnia SHINee wydadzą połączenie ich dwóch rozdziałów koreańskiego albumu The Misconceptions of You i The Misconceptions of Me jako The Misconceptions of Us. Kompilacja zawiera dwa nowe utwory: Selene 6.23 i Better Off. 21 sierpnia ukazał się japoński singel Boys Meet U, na którym znalazły się też utwory Sunny Day Hero i japońska wersja Dream Girl, wszystkie wykonane podczas drugiej japońskiej trasy koncertowej. W październiku SHINee byli gospodarzem specjalnego wydarzenia „Boys Meet U” w Japonii.
29 września SM Entertainment zapowiedziało premierę piątego minialbumu zespołu na 14 października. SHINee mieli swój comeback „SHINee COMEBACK SPECIAL in Gangnam Hallyu Festival” podczas Gangnam Festival w 2013 roku. 6 listopada wytwórnia zapowiedziała muzyczny festiwal zatytułowany „SM Town Week”. Został on otwarty koncertem „The Wizard” grupy w dniu 21 grudnia.

### 2014: SHINee WORLD III iI'm Your Boy

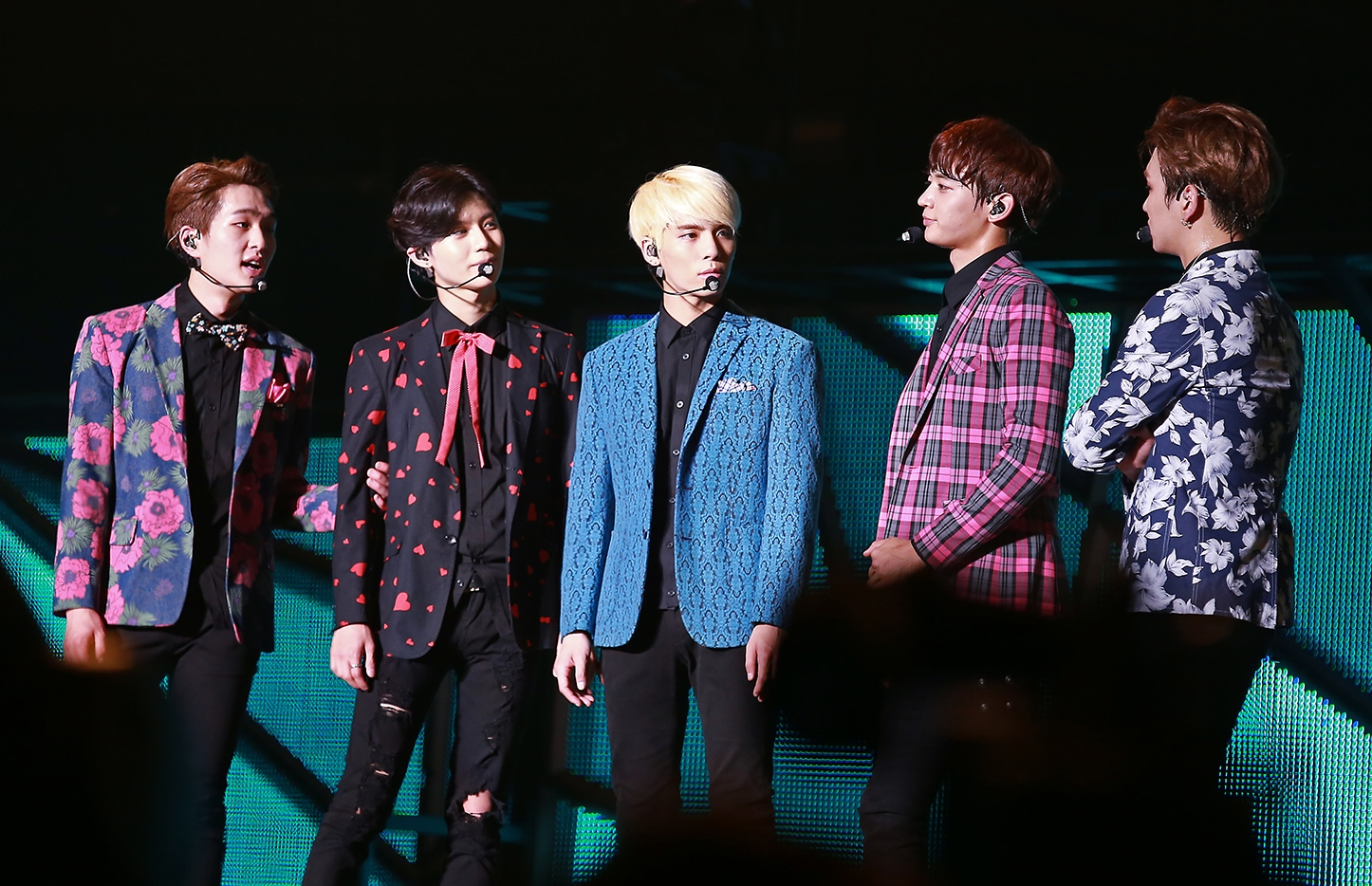
Shinee podczas trasy „SHINee World Concert III” na Tajwanie.

8 marca rozpoczęła się trasa koncertowa zatytułowana SHINee WORLD III, pierwszy występ odbył się w Seulu. Grupa wystąpiła także w Północnej i Południowej Ameryce. 2 kwietnia ukazał się album koncertowy SHINee THE 2nd CONCERT ALBUM SHINee WORLD II in Seoul zawierający nagrania z drugiego koncertu solowego zespołu.
19 maja wytwórnia Universal Music Japan zapowiedziała wydanie japońskiego singla LUCKY STAR, który ukazał się 25 czerwca 2014 roku.
29 maja Universal Music Japan ujawniło, że SHINee rozpocznie trzecią japońską trasę SHINee WORLD 2014～I'm Your Boy～. Trzeci japoński album studyjny – I'm Your Boy – został wydany przez zespół 24 września 2014 roku. Album zawierał również trzy wcześniej wydane single Boys Meet U, 3 2 1, i LUCKY STAR, a także główny singel – Downtown Baby – wydany 5 września. Trasa z 30 zaplanowanymi występami w całym kraju promowała nowy album. Rozpoczęła się 28 września w Chiba i zakończyła 14 grudnia w Kobe.
11 grudnia ukazał się album koncertowy z występów tournée SHINee WORLD III w Olympic Gymnastics Arena, które odbyły się 8–9 marca. Na dwóch płytach znalazły się 33 utwory.

### 2015–2016:Odd,D×D×Di1 of 1
11 marca 2015 roku ukazał się jedenasty japoński singel zatytułowany Your Number.
Czwarty koreański koncert SHINee CONCERT "SHINee WORLD IV" odbył się 15-17 maja w Seulu.
18 maja 2015 roku SHINee wydali swój czwarty koreański album Odd, którego główny singel View miał swoją premierę tego samego dnia na oficjalnym kanale YouTube zespołu. Utwór został napisany i wyprodukowany przez LDN Noise i Jonghyuna, i w niecały dzień po premierze teledysk miał ponad milion odsłon. Utwór zdobył też nagrody w programach Show Champion!, M Countdown, Music Bank, Inkigayo i Show! Music Core. 3 sierpnia album Odd został wydany ponownie pod nowym tytułem Married to the Music z czterema dodatkowymi piosenkami.
27 października 2015 roku ukazał się dwunasty japoński singel Sing Your Song.
SHINee rozpoczęli rok 2016 wydaniem kolejnego japońskiego albumu zatytułowanego D×D×D. Album został ukazał się 1 stycznia 2016 roku i był promowany przez utwór o tym samym tytule. Teledysk do utworu tytułowego został wydany 13 grudnia przez japońska wytwórnię zespołu. Na albumie znalazły się także poprzednie single: Your Number, Sing Your Song oraz japońską wersję singla View. 30 stycznia 2016 roku rozpoczęła się trasa koncertowa SHINee WORLD 2016 ~D×D×D~ i zakończyła 19 maja.
18 maja 2016 roku ukazał się trzynasty japoński singel zespołu – Kimi no sei de.
Podczas 23rd DongFang Music Awards w Szanghaju SHINee zdobyli nagrodę „Best Group Award”. Również w pierwszej połowie 2016 roku SHINee zajęli trzecie miejsce w Japonii gromadząc 363 856 fanów podczas 20 koncertów.
Piąty koreański album studyjny, zatytułowany 1 of 1, został wydany 5 października 2016 roku. Album został ponownie wydany 15 listopada pod tytułem 1 and 1, zawierał dodatkowo pięć nowych utworów w tym również główny singel – Tell Me What To Do. Japoński singel Winter Wonderland ukazał się 21 grudnia 2016 roku.

### 2017–2019:FIVE, śmierć Jonghyuna iThe Story of Light
Piąty japoński album studyjny, zatytułowany FIVE, ukazał się 22 lutego 2017 roku. Album promowały wcześniej wydane single: Kimi no sei de i Winter Wonderland. Płyta zadebiutowała na 2. pozycji listy Oricon Daily Chart. W celu promocji płyty zespół udał się w japońską trasę Shinee World 2017, zaczynając koncertem w Sun Dome Fukui 28 stycznia 2017 roku i kończąc 30 kwietnia w Tokio.
W dniu 18 grudnia 2017 roku potwierdzono, że Jonghyun zmarł w wieku 27 lat. Według raportu policji, Jonghyun został znaleziony w wynajętym apartamencie w Cheongdam-dong, około godziny 18:10 (KST), i natychmiast przewieziony do szpitala, gdzie ostatecznie stwierdzono zgon.
9 stycznia 2018 roku na oficjalnej stronie SM Entertainment opublikowane zostały listy członków zespołu oznajmiające, że grupa będzie nadal promować w czteroosobowym składzie. Ogłoszono również, że zaplanowana japońska trasa koncertowa odbędzie się zgodnie z planem. Japońska trasa SHINee WORLD THE BEST 2018 ~FROM NOW ON~ rozpoczęła się 17 stycznia 2018 roku i składała się z czterech koncertów w Osaka Dome i Tokyo Dome.
26 marca Shinee wydali japońską piosenkę „From Now On”, z pośmiertnym udziałem Jonghyuna. 18 kwietnia ukazała się japońska kompilacja SHINee THE BEST FROM NOW ON.
15 maja 2018 roku SM Entertainment opublikowało zdjęcia zapowiadający trzyczęściowy koreański album, zatytułowany The Story of Light. Pierwsza część miała swoją premierę 28 maja jako minialbum, wraz z teledyskiem do głównego singla „Good Evening” (kor. 데리러 가 (Good Evening)). Drugi minialbum ukazał się 11 czerwca, a ostatnia część ukazała się 25 czerwca.
We wrześniu ukaże się kompilacja ‘The Story of Light’ Epilogue, zawierająca utwory z szóstego studyjnego albumu zespołu – The Story of Light, a także nową piosenkę „Countless” (łącznie 16 utworów). „Countless” to utwór R&B ze świeżym brzmieniem tropical house.
Onew rozpoczął obowiązkową służbę wojskową 10 grudnia 2018 roku. 17 stycznia 2019 roku ogłoszono, że zarówno Key i Minho rozpoczną służbę przed lipcem 2019 roku: Key zaczął swoją 4 marca, a Minho – 15 kwietnia.

### 2021:Don’t Call Me
Onew został zwolniony z wojska 8 lipca 2020 roku, Key zakończył służbę 24 września, a Minho – 15 listopada.
6 stycznia 2021 roku SM Entertainment ogłosiło, że Shinee powrócą w lutym z nowym albumem po dwuipółletniej przerwie.
31 stycznia odbył się specjalny koncert zatytułowany The Ringtone: SHINee is back, który był transmitowany przez ich oficjalne kanały na YouTube i Naver V-Live. Podczas specjalnego koncertu Shinee ogłosili, że powrócą z siódmym studyjnym albumem Don’t Call Me 22 lutego. Wersja repackage, Atlantis, została wydana 12 kwietnia z trzema dodatkowymi utworami.
Taemin rozpoczął obowiązkową służbę wojskową 31 maja.
24 maja ukazał się japoński cyfrowy singel „SUPERSTAR”. 28 czerwca Shinee wydali cyfrową wersję japońskiego minialbumu pt. SUPERSTAR. Wersja fizyczna albumu zostanie wydana 28 lipca.

## Członkowie

### Obecni
| Imię sceniczne | Imię sceniczne | Prawdziwe imię | Prawdziwe imię | Data urodzenia        | Pozycja                       |
| Latynizacja    | Hangul         | Latynizacja    | Hangul         | Data urodzenia        | Pozycja                       |
| -------------- | -------------- | -------------- | -------------- | --------------------- | ----------------------------- |
| Onew           | 온유           | Lee Jin-ki     | 이진기         | 14 grudnia 1989(dts)  | Lider, główny wokal           |
| Key            | 키             | Kim Ki-bum     | 김기범         | 23 września 1991(dts) | Wokal, rap                    |
| Minho          | 민호           | Choi Min-ho    | 최민호         | 9 grudnia 1991(dts)   | Główny rap, wokal             |
| Taemin         | 태민           | Lee Tae-min    | 이태민         | 18 lipca 1993(dts)    | Główny tancerz, wokal, maknae |

### Byli
| Imię sceniczne | Imię sceniczne | Prawdziwe imię | Prawdziwe imię | Data urodzenia       | Data śmierci    | Pozycja      |
| Latynizacja    | Hangul         | Latynizacja    | Hangul         | Data urodzenia       | Data śmierci    | Pozycja      |
| -------------- | -------------- | -------------- | -------------- | -------------------- | --------------- | ------------ |
| Jonghyun       | 종현           | Kim Jong-hyun  | 김종현         | 8 kwietnia 1990(dts) | 18 grudnia 2017 | Główny wokal |

## Dyskografia
| Albumy studyjne - The SHINee World (2008) - Lucifer (2010) - Chapter 1. Dream Girl – The Misconceptions of You (2013) - Chapter 2. Why So Serious? – The Misconceptions of Me (2013) - Odd (2015) - 1 of 1 (2016) - The Story of Light (2018) - Don’t Call Me (2021) - Hard (2023) Repackage album - Amigo (2008) - Hello (2010) - Married to the Music (2015) - 1 and 1 (2016) - 'The Story of Light’ Epilogue (2018) - Atlantis (2021) Minialbumy - Replay (2008) - Romeo (2009) - 2009, Year of Us (2009) - Sherlock (2012) - Everybody (2013) | Albumy studyjne - THE FIRST (2011) - Boys Meet U (2013) - I'm Your Boy (2014) - D×D×D (2016) - FIVE (2017) Minialbumy - SUPERSTAR (2021) Kompilacje - SHINee THE BEST FROM NOW ON (2018) |

## Publikacje

### Koreańskie photobooki
| Rok  | Tytuł                                                                    | Data wydania     | Format                                             |
| ---- | ------------------------------------------------------------------------ | ---------------- | -------------------------------------------------- |
| 2009 | Part 1: Shinee Day 1. photobook                                          | 16 czerwca 2009  | Książka (150 stron) + pocztówki                    |
| 2009 | Part 2: Shinee Night 2. photobook                                        | 25 września 2009 | Książka (168 stron) + DVD                          |
| 2011 | Shinee in Barcelona: Children of the Sun 3. photobook; travel essay book | 8 grudnia 2011   | Książka (328 stron), księgarnia online (240 stron) |
| 2011 | Shinee The 1st Concert Photobook: Shinee World 1. koncertowy photobook   | 28 grudnia 2011  | Książka (192 strony) + 12-stronowy booklet         |
| 2013 | SHINee Surprise Vacation 4. photobook; travel note                       | 25 maja 2013     | księgarnia online                                  |

### Japońskie photobooki
| Rok  | Tytuł                               | Data wydania    | Format                 |
| ---- | ----------------------------------- | --------------- | ---------------------- |
| 2012 | Japan Arena Tour Album 1. photobook | 19 grudnia 2012 | Photobook (132 strony) |

## Trasy koncertowe

### Główne
| Azja - SHINee WORLD (2010–2011) - SHINee WORLD II (2012) - SHINee WORLD IV (2015) Świat - SHINee WORLD III (2014) - SHINee WORLD V (2016–2017) | Japonia - The First Japan Arena Tour „Shinee World 2012” (2012) - Japan Arena Tour „Shinee World 2013” (2013) - SHINee WORLD 2014 ~I’m Your Boy~ (2014) - SHINee WORLD 2016 ~D×D×D~ (2016) - SHINee WORLD 2017 ~FIVE~ (2017) - SHINee WORLD THE BEST 2018 ~FROM NOW ON~ (2018) |

| - SMTown Live '08 (2008–2009) - SMTown Live '10 World Tour (2010–2011) - SMTown Live World Tour III (2012−2013) | - Japan Debut Premium Reception Tour (2011) - Dazzling Girl Special Showcase (2012) |

## Filmografia

### Filmy
- 2012: I AM.
- 2012: SMTOWN Live in Tokyo Special Edition in 3D.

### TV dramy
- 2008: My Precious Child (Cameo w odc. 9 i 10).

### Programy rozrywkowe
- SHINee's Yunhanam (Mnet, 2008)
- SHINee's Hello Baby (KBS Joy, 2010)
- World Date with SHINee (KBS, 2012)
- SHINee's Wonderful Day (MBC, 2013)
- SHINee’s Back (M2, 2018)

### Gościnne wystąpienia w teledyskach
- 2011: Super Junior's Santa U Are The One
- 2012: SM Town's Dear My Family